# Isoès
Isoès ou Ishô est un dignitaire byzantin, probablement d'origine syrienne, qui occupe la fonction élevée de comte de l'Opsikion vers 718-719, avant de participer à un complot contre l'empereur Léon III l'Isaurien qui lui vaut d'être exécuté.

## Biographie
Les sources sont relativement rares à propos d'Isoès. Son patronyme (Ishô) suggère une origine syrienne, qui pourrait s'expliquer par le mouvement de migrations de populations chrétiennes issues de cette région, alors conquise par les Musulmans au cours du VIIe siècle,. D'autres dignitaires de la même origine témoignent de ce mouvement, comme Beser et démontrent que des notables issues de provinces voire d'anciens territoires de l'Empire peuvent accéder aux plus hautes fonctions. Des historiens comme John Haldon lui attribuent le sceau d'un homonyme, qui détient alors le poste de questeur et la dignité de patrice, qui en fait un membre de l'élite de l'Empire, peut-être issu de la deuxième génération de ce mouvement de migration venant de Syrie. La fonction de questeur implique une bonne connaissance du droit et impliquerait donc qu'Isoès appartienne à un milieu éduqué. Il est surtout connu en tant que comte de l'Opsikion, l'une des principales fonctions militaires de l'époque puisqu'il commande les troupes de cette province toute proche de Constantinople. Elle permet donc à son détenteur de bénéficier d'une influence certaine autant qu'être une menace pour l'empereur. C'est d'ailleurs à cette fonction qu'il s'associe, en 719, à une conspiration contre l'empereur Léon III, qui a pris le pouvoir par la force en 717 et vient de repousser les Musulmans lors du siège de Constantinople. Cette conspiration est menée par l'ancien empereur Anastase II, alors à Thessalonique et activement soutenu par le magister officiorum Nicéphore Xilinitès. Ils pourraient bien avoir bénéficié du soutien initial du khanat bulgare du Danube, qui décide finalement de les abandonner. Quoi qu'il en soit, Léon III vainc les rebelles et les fait exécuter. Isoès n'échappe pas à ce sort. Quelques décennies plus tard, sous Constantin V, également confronté à un soulèvement du comte de l'Opsikion, décide de réduire l'importance de ce commandement pour mettre un terme à cette menace qu'a pu incarner Isoès en son temps,.